# Tatev
Tatev (in armeno Տաթև?) è un comune di 892 abitanti (2010) della Provincia di Syunik in Armenia.

## Monumenti e luoghi d'interesse
Il monastero di Tatev è un monastero in rovina del IX secolo che si trova su un ampio altopiano basaltico vicino al villaggio.

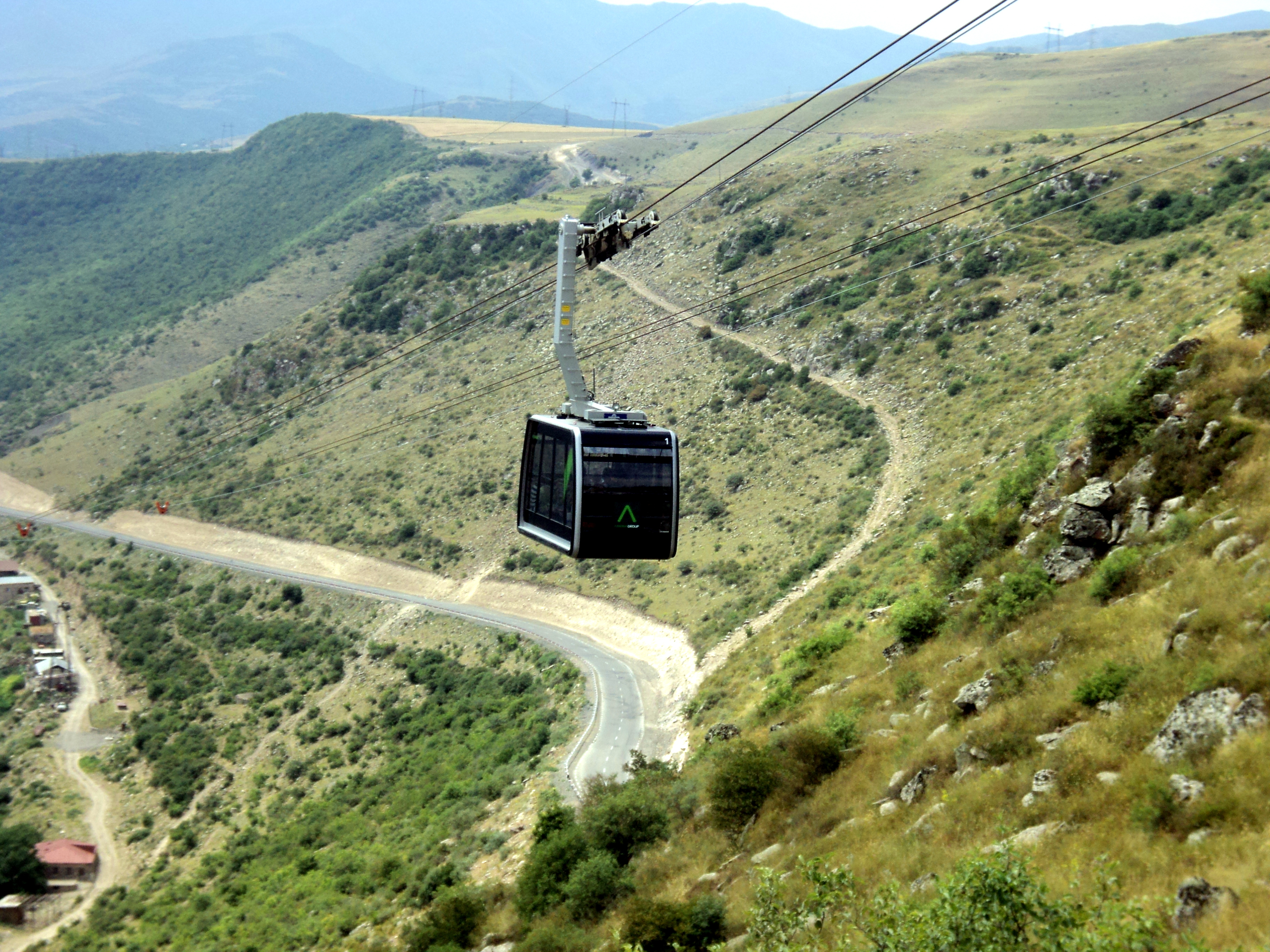
Funivia di Tatev.

## Infrastrutture e trasporti

### Funivie
Il comune, presso il monastero di Tatev, ospita una delle due stazioni della funivia di Tatev (Wings of Tatev), completata nel 2010, la più lunga funivia a va e vieni costruita in un'unica sezione, che detiene il record mondiale di più lunga funivia aerea bifune non stop. L'altra stazione è ad Halidzor.